# Gnomonia papuana
Gnomonia papuana är en svampart som beskrevs av Sivan. & D.E. Shaw 1977. Gnomonia papuana ingår i släktet Gnomonia och familjen Gnomoniaceae.   Inga underarter finns listade i Catalogue of Life.